# Estació de trens de Wilwerwiltz
L'Estació de trens de Wilwerwiltz (en luxemburguès: Gare Wëlwerwolz; en francès:  Gare de Wilwerwiltz, en alemany: Bahnhof Wilwerwiltz) és una estació de tren que es troba a Wilwerwiltz, al nord de Luxemburg. La companyia estatal propietària és Chemins de Fer Luxembourgeois. L'estació està situada en el ramal ferroviari de la línia 10 CFL, que connecta la ciutat de Luxemburg amb el centre i nord del país.

## Servei
Wilwerwiltz rep els serveis ferroviaris pels trens d'Intercity (IC) i Regional Express (RE) amb relació a la línia 10 CFL entre Luxemburg i Troisvierges, o Gouvy i Liers (Bèlgica)